# Huixtán
Huixtán är en kommun i Mexiko.   Den ligger i delstaten Chiapas, i den sydöstra delen av landet, 800 km öster om huvudstaden Mexico City.
Följande samhällen finns i Huixtán:
- Lázaro Cárdenas
- San Gregorio de las Casas
- Eshpuilho
- Oquem
- San Fernando
- Chempil
- Bochilte
- San Antonio Balashilna
- Los Ranchos
- Tzelepat
- San José la Nueva
- San José las Flores
- San José el Porvenir
- Población
- Río Florido
- Tzajalhó
- Chaquiloc
- San Isidro
- Chishté
- Las Lajas
- Ojo de Agua
- San Martín por no Vencido
- Sna Oquil
- Paytagil
- La Ventana
- Santa Rosa